# Peter Jakob Felber
Peter Jakob Felber (* 23. Februar 1805 in Steingruben in Rüttenen bei Solothurn; † 20. Dezember 1872 in Zürich), heimatberechtigt in Egerkingen, war ein Schweizer Mediziner, Journalist und Politiker.

## Leben

### Familie
Peter Jakob Felber war der Sohn des Schneiders Johann Felber und dessen Ehefrau Magdalena (geb. Büttiker), Tochter eines Schusters aus Olten.
Sein Neffe Peter Felber war mit der Schriftstellerin Aline Felber-Jeker, die unter dem Pseudonym A. Fahlweid veröffentlichte, verheiratet.
Er heiratete am 26. November 1838 Walpurga (geb. Herport), Tochter des Wirtes Zum Elsässer in Arlesheim; gemeinsam hatten sie vier Kinder.
Am 28. Oktober 1840 kaufte er ein Haus am Riedholzplatz in Solothurn, bis dahin wohnte er in der Nähe der Kaserne.

### Werdegang
Peter Jakob Felber kam 1814 als Schüler an die Prinzipienschule (später Höhere Lehr- und Erziehungsanstalt des Kantons Solothurn, heute Kantonsschule Solothurn), an der er den späteren Landammann con St. Gallen, Basil Ferdinand Curti, kennenlernte, mit dem er eng befreundet war. Weitere Mitschüler waren unter anderem der spätere Historiker Ernst Münch und der spätere Jurist Franz Krutter; zu seinen Lehrern zählte unter anderem in Rhetorik Franz Josef Weissenbach (1788–1860), von dem er später in der Neuen Zürcher Zeitung schrieb: «Als Professor der Rhetorik leistete er ausgezeichnetes. Mehrere bedeutende Schweizer, Geistliche und Staatsmänner, Männer verschiedener Berufsarten, verdanken ihm für Bildung und Richtung des Lebens sehr vieles. Die Zeit, die er für dieses Fach widmete und darin wirkte, bildete die Glanzperiode seines Lebens. Ein edler humaner Zug war der Faden, der seine Wirksamkeit durchzog.»
Während der Schulzeit bemängelte er mit weiteren Mitschülern den «einförmigen und jesuitischen» Lehrgang, rügte das Klassensystem, in dem die Professoren in allen Fächern zu unterrichten hatten und mit den Klassen aufstiegen, und sprach sich gegen «übertriebene religiöser Betätigung und geisttötendem Formalismus» in den Hauptdisziplinen Grammatik, Rhetorik, Philosophie, Physik und Theologie aus. Dies führte in der Folge zur Gründung der solothurnischen Sektion der Studentenverbindung des Zofingervereins. In dieser Zeit errang er 1817 und 1818 den ersten Preis in der Übersetzung eines lateinischen Textes ins Deutsche.
Im Sommer 1821 beendete er die Schule, bezog bei Abbé Girardot in Besançon eine Eremitenkammer und lebte als Philosoph und Dichter. Aus gesundheitlichen Gründen kam er im April 1822 nach Solothurn zurück und wurde Hauslehrer beim liberalen Oberamtmann und Verwaltungsrat Viktor Glutz-Blotzheim.
1824 entschloss er sich zu einem Medizinstudium und immatrikulierte sich am 6. Oktober 1824 an der Universität Göttingen; er studierte unter anderem bei den Anatomen Konrad Johann Martin Langenbeck und Johann Friedrich Blumenbach, Pathologie bei Johann Wilhelm Heinrich Conradi, Chemie bei Friedrich Stromeyer sowie bei dem Botaniker Heinrich Adolf Schrader und dem Historiker Arnold Heeren. Während des Studiums in Göttingen lernte er unter anderem den Jura-Studenten Kaspar Leonz Bruggisser und den späteren Komponisten Franz Josef Greith kennen, mit dem ihn eine lebenslange Freundschaft verband.
Ende August 1825 reiste er durch Sachsen sowie Bayern und blieb einige Wochen in Wien. Nach Anregung von einigen Freunden, liess er sich nach Abschluss der Reise für das Wintersemester an der königlich-sächsischen medizinisch-chirurgischen Akademie (heute Medizinische Akademie «Carl Gustav Carus») in Dresden einschreiben und belegte die Fächer Anatomie und Physiologie, allgemeine Pathologie, spezielle Pathologie und Chirurgie, wie Burkhard Wilhelm Seiler, Direktor der Akademie, bezeugte.
Im Frühling 1826 wanderte er nach Würzburg weiter und studierte an der dortigen Universität bei Johann Lukas Schönlein spezielle Therapie, besuchte bei Cajetan von Textor ein Kolleg über Augenkrankheiten und vertiefte sich unter Aufsicht des Gynäkologen und Geburtshelfers Joseph Servatius d’Outrepont (1775–1845) in die Probleme der praktischen Geburtshilfe. Er belegte aber auch Vorlesungen über praktische Philosophie, Geschichte der Philosophie, Religionsphilosophie, Ethik und Naturphilosophie; er kehrte 1827 nach Solothurn zurück. Erst nach mehrjähriger Praxis in neapolitanischen Diensten kehrte er, während eines achtmonatigen Urlaubs, nach Würzburg zurück und legte darauf im März 1832 in Solothurn sein Examen in Medizin, Chirurgie und Geburtshilfe ab und erhielt das Medizinalpatent, durch das ihm der Sanitätsrat des Kantons Solothurn Medizin, Chirurgie und Geburtshilfe zu praktizieren erlaubte.
Nach Beendigung des Studiums war er von 1827 bis 24. August 1832 als Feldchirurg in neapolitanischen Diensten (siehe auch Schweizer Truppen in neapolitanischen Diensten) tätig und bereiste darauf, gemeinsam mit dem Naturforscher Franz Joseph Hugi, Kalabrien und Sizilien, und wollte von Algier aus, das Atlasgebirge bereisen, um dort in naturhistorischer, besonders in geognostischer Hinsicht zu forschen; dies gelang jedoch wegen mangelnder militärischer Absicherung nicht, sodass sie sich lediglich in Algier aufhielten; im Morgenblatt für gebildete Stände schilderte er in den Briefen vom Mittelmeer die Erlebnisse zur See und in Nordafrika. Nach seiner Rückkehr von der naturwissenschaftlichen Reise mit Franz Joseph Hugi erhielt er am 29. November 1832 in Solothurn das Brevet als Bataillons-Chirurgus der Infanterie.
Er liess sich 1832 als Arzt in Schönenwerd nieder, betrachtete seine Tätigkeit jedoch eher als Armenhilfe und lehnte oftmals Bezahlung ab. In dieser Zeit begann er unter dem Pseudonym Dr. von Werd literarische Beiträge für die belletristische Monatsschrift Schweizerblätter, die von Anton Henne und Johann Jakob Reithard (1805–1857) seit Herbst 1832 herausgegeben wurde, zu schreiben. 
Weitere Beiträge schrieb er auch seit Beginn der Algerienreise für das Solothurner Blatt und wählte hierbei später das Pseudonym Pertinax. 
Im Dezember 1833 siedelte Peter Jakob Felber von Schönenwerd nach Solothurn in das spätere Quartier Hermesbühl über und war auch dort weiter als Arzt tätig. Einflussreiche Freunde in der Regierungspartei verschafften ihm den ehrenvollen, aber wenig einträglichen Auftrag, die Sitzungen des Grossen Rates zu protokollieren und die Exzerpte im Solothurner Blatt erscheinen zu lassen. Mitte des Jahres 1834 übernahm er von Balthasar Ziegler (1796–1864) die Redaktion der Wochenzeitschrift Solothurner Blatt, die erste politische Zeitung in Solothurn. In dieser Aufgabe setzte er sich unter anderem für die Aufnahme des italienischen Freiheitskämpfers Giuseppe Mazzini als Bürger von Grenchen ein, mit dem er hierüber korrespondierte und den er auch bei sich in seinem Haus aufgenommen hatte. Als Redaktor nahm er auch Stellung zu kantonalen und eidgenössischen Fragen, unter anderem zu volkswirtschaftlichen Problemen, Streit um die Dompropstwahl und Badener Artikel, verschiedene Flüchtlingsfragen, Unruhen im Kanton Zürich sowie Unruhen im Kanton Solothurn, die Klosterfrage, Jesuitenberufung, Freischarenzüge, Sonderbund und die Bundesrevision (siehe auch Regeneration (Schweiz)). 
Während des Sonderbundkriegs diente er als Bataillons-Chirurg; in dieser Zeit übernahm Johann Bonaventura Cartier seine Funktionen im Regierungsrat. Weil niemand Zeit hatte, reflektierend zu schreiben, veröffentlichte die Zeitung währenddessen Proklamationen, amtliche Bekanntmachungen und Armeeberichte. 
Er übernahm 1849 den Posten des Chefredaktors der Neuen Zürcher Zeitung; als Opfer der radikalen Zürcher Verfassungsumwälzung (siehe auch Verfassung des Kantons Zürich#Die Verfassung von 1869), diente er der Zeitung in untergeordneter Stellung, bis er starb; sein Nachfolger als dortiger Chefredaktor wurde 1868 Eugen Escher.
Über die Kantonsgrenzen hinaus, machte er sich einen Namen als gemeinsamer Herausgeber mit Martin Disteli, der die Bilder dazu beitrug, des Schweizerischen Bilderkalenders.

### Politisches Wirken
Im September 1836 hatte er sich entschlossen, seine bisherige Tätigkeit aufzugeben und sich als Latein- und Griechischlehrer an die höhere Lehranstalt wählen zu lassen; als diese Bewerbung fehlschlug, wurde er in seinem Entschluss bestärkt, statt einer wissenschaftlichen die journalistische und politische Laufbahn endgültig zu wählen und er liess sich 1837 zum Grossrat wählen.
Im Oktober 1840 erfolgte seine Wahl in den Kleinen Rat, die er jedoch, aufgrund der Vielzahl seiner anderen Aufgaben ablehnte, dafür nahm er die Wahl in die Wahlbehörde an.
Von 1841 bis 1848 war er als Regierungsrat Direktor des Erziehungsdepartements, dazu hatte er als Leiter des Sanitätswesens und Vorsitzender des Sanitätskollegiums der Bezirksärzte über kantonale Massnahmen der Gesundheitspflege zu achten. Er baute die Ausstattung und Fähigkeiten der Schulen des Kantons stufenmässig aus, verbesserte die Ausbildung, und auch die Besoldung der Lehrer und sorgte für die Einführung des Turnunterrichts. Sein Nachfolger als Leiter des Erziehungsdepartements wurde Johann Baptist Reinert.
Er pflegte seit seiner Studienzeit in Göttingen eine Freundschaft mit dem Berner Regierungsrat Johann Rudolf.

### Mitgliedschaften
Als Gymnasiast war Peter Jakob Felber im Februar 1821 mit einigen Mitschülern bereits Mitbegründer als Gesellschaft Wissenschaft und Schweizer Biederkeit anstrebender Jünglinge auf der Hochschule zu Solothurn als solothurnische Sektion der Studentenverbindung des Zofingervereins, wurde aber bereits im darauffolgenden Jahr wieder aufgelöst. Eine erneute Gründung der Gesellschaft erfolgte im November 1822. Der Verein wurde 1823 in den Gesamtverein Zofingia aufgenommen. Am 21. November 1823 erfolgte seine halbjährliche Wahl zum Präsidenten der Sektion. 
Bereits bei seiner Ernennung zum Feldchirurgen war er korrespondierendes Mitglied der Naturforschenden Gesellschaft des Kantons Solothurn geworden, die von Franz Joseph Hugi und Josef Anton Pfluger (1779–1858) gegründet worden war. Von Neapel aus hatte Peter Jakob Felber bereits öfters den Vesuv bestiegen und schickte darauf seinen Landsleuten längere Abhandlungen über den Vulkan und über die Ursache des Vulkanismus. Es folgte eine wissenschaftlich genaue Beschreibung einer Eruption, wobei er den Ausbruch von 1822 als Ausgangspunkt nahm. Tabellen über Anzahl, Dauer und Intensität der Ausbrüche, Analysen der festen, flüssigen und flüchtigen Substanzen sowie eine nähere Charakteristik der imponderablen Bestandteile dienten den Mitgliedern der Gesellschaft in Solothurn als Diskussionsgrundlagen. 
Am 27. Juli 1832 stellte der Präsident der Allgemeinen Schweizerischen Naturforschenden Gesellschaft, Augustin-Pyrame de Candolle, die Mitgliedsurkunde für Peter Jakob Felber aus. 
Seit 1835 war er «Schützenbruder» des 1833 gegründeten Schützenvereins Langendorf bei Solothurn. 
Er war seit 1841 auch Mitglied der aufklärerisch gesinnten Helvetischen Gesellschaft.

## Trivia
Der Urenkel von Peter Jakob Felber übergab eine Abonnentenliste des Solothurner Blatts aus dem Jahr 1839, die 1961 im Jahrbuch für Solothurnische Geschichte veröffentlicht wurde.

## Schriften (Auswahl)
- Briefe vom Mittelmeer. In: Morgenblatt für gebildete Stände 1832. S. 673–674, 678–680, 685–687, 690–691, 694–695 (Digitalisat).
- Neapolitanische Briefe. In: Morgenblatt für gebildete Stände 1832. S. 985–986, 990–991, 995–996, 997–998, 1002–1003, 1033–1034, 1039–1040, 1041–1042 (Digitalisat).
- Römische Briefe. In: Morgenblatt für gebildete Stände 1833. S. 205–206, 210–211, 215–216 (Digitalisat).
- Neapel und der Vesuv. In: Morgenblatt für gebildete Stände 1833. S. 229–230, 235–236, 238–240, 321–322, 326327, 329–330, 334–335 (Digitalisat).
- Szenen auf Seereisen. In: Schweizerblätter, 2. Jahrgang. 1833. S. 4–6, 96–99, 244–246, 301–305, 381–383 (Digitalisat).
- Briefe aus der Schweiz. In: Morgenblatt für gebildete Stände 1838. S. 737–738, 742–743, 745–746 (Digitalisat).